# Ясу
Ясу (яп. 野洲市 Ясу-си) — город в Японии, находящийся в префектуре Сига. Площадь города составляет 80,15 км², население — 50 123 человека (1 июля 2014), плотность населения — 625,36 чел./км².

## Географическое положение
Город расположен на острове Хонсю в префектуре Сига региона Кинки. С ним граничат города Морияма, Ритто, Конан, Омихатиман и посёлок Рюо.

## Население
Население города составляет 50 123 человека (1 июля 2014), а плотность — 625,36 чел./км². Изменение численности населения с 1980 по 2005 годы:
| 1980 | 38 144 чел. |  |
| 1985 | 42 478 чел. |  |
| 1990 | 43 671 чел. |  |
| 1995 | 45 865 чел. |  |
| 2000 | 48 326 чел. |  |
| 2005 | 49 486 чел. |  |